# Rapt
Rapt is een Franse thriller-dramafilm uit 2009 onder regie van Lucas Belvaux, die ook het scenario schreef. Het verhaal is gebaseerd op de geschiedenis rond de ontvoering van Édouard-Jean Empain in 1978. Rapt werd genomineerd voor de Césars voor beste film, beste regisseur, beste hoofdrolspeler (Yvan Attal) en beste bijrolspeelster (Anne Consigny).

## Verhaal
Stanislas Graff staat aan het hoofd van een miljoenenbedrijf, beweegt zich in de politiek en economisch hoogste kringen en geniet publieke faam en respect. Op een dag wordt zijn wagen tot stilstand gedwongen en wordt hij ontvoerd door een bende professionele criminelen onder leiding van Le Marseillais. Zij snijden zijn middelvinger af en sturen die op naar zijn familie. Ze eisen 50.000.000,- Franse frank in ruil voor Graffs terugkeer en dreigen hem anders te doden. Graffs vrouw Françoise en dochters Martine en Véronique zijn doodsbang voor het leven van hun man en vader. De criminelen maken Graff daarbij voortdurend duidelijk dat ze niet bluffen. Ze zijn vrijwel permanent vermomd met bivakmutsen, gaan hardhandig met hem om en houden hem gevangen onder erbarmelijke omstandigheden. Ze waarschuwen hem dat als hij ook maar één blik werpt op hun gezichten of op iets anders waaraan hij ze later zou kunnen herkennen, hij de ontvoering niet overleeft. De trotse, dominante Graff heeft geen andere keus dan gedwee alles te doen wat hem wordt opgedragen.
Wanneer de politie een onderzoek begint, komt vrijwel meteen naar boven dat de geëiste 50.000.000,- ooit weliswaar een schijntje was voor Graff, maar dat hij een dergelijk bedrag inmiddels niet meer bezit. Zonder dat zijn familie of zijn zakelijke collega's daar iets van wisten, verspeelde hij een fortuin met pokeren in casino's. Daarnaast blijkt dat Graff er tal van maîtresses op nahield, die hij tussen zakelijke ontmoetingen door bezocht in een appartement dat hij in het geheim bezit. Hierdoor wordt niet alleen Graffs veilige terugkeer inzet van de ontvoering, maar ook de band met zijn familie en de positie en reputatie van het bedrijf dat hij leidt.

## Rolverdeling
- Yvan Attal - Stanislas Graff
- Anne Consigny - Françoise Graff
- André Marcon - André Peyrac
- Françoise Fabian - Marjorie
- Alex Descas - Maître Walser
- Gérard Meylan - Le Marseillais
- Maxime Lefrançois - Bertaux
- Christophe Kourotchkine - Jean-Jacques Garnier
- Sarah Messens - Véronique Graff
- Julie Kaye - Martine Graff
- Patrick Descamps - Massart
- Tania Torrens - Madame Keller